# 钩毛小煤炱
钩毛小煤炱（学名：Meliola uncitricha）是属于小煤炱目小煤炱科小煤炱属的一种真菌，寄生在木姜子属植物上。该种分布于中国、加纳。